# Isidor Kaufmann

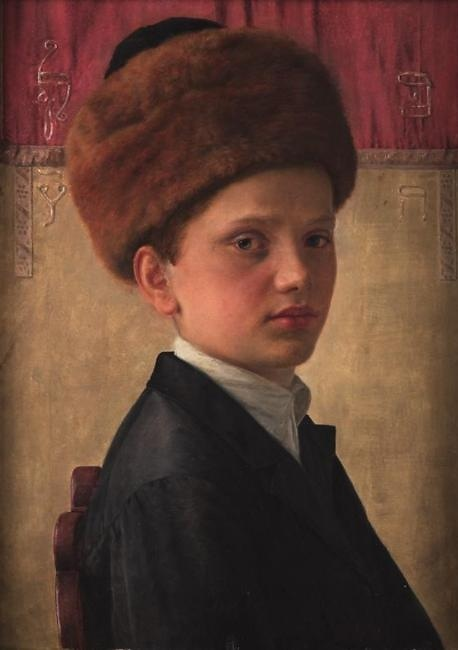
Retrat d'un noi Yeshiva de Kaufmann

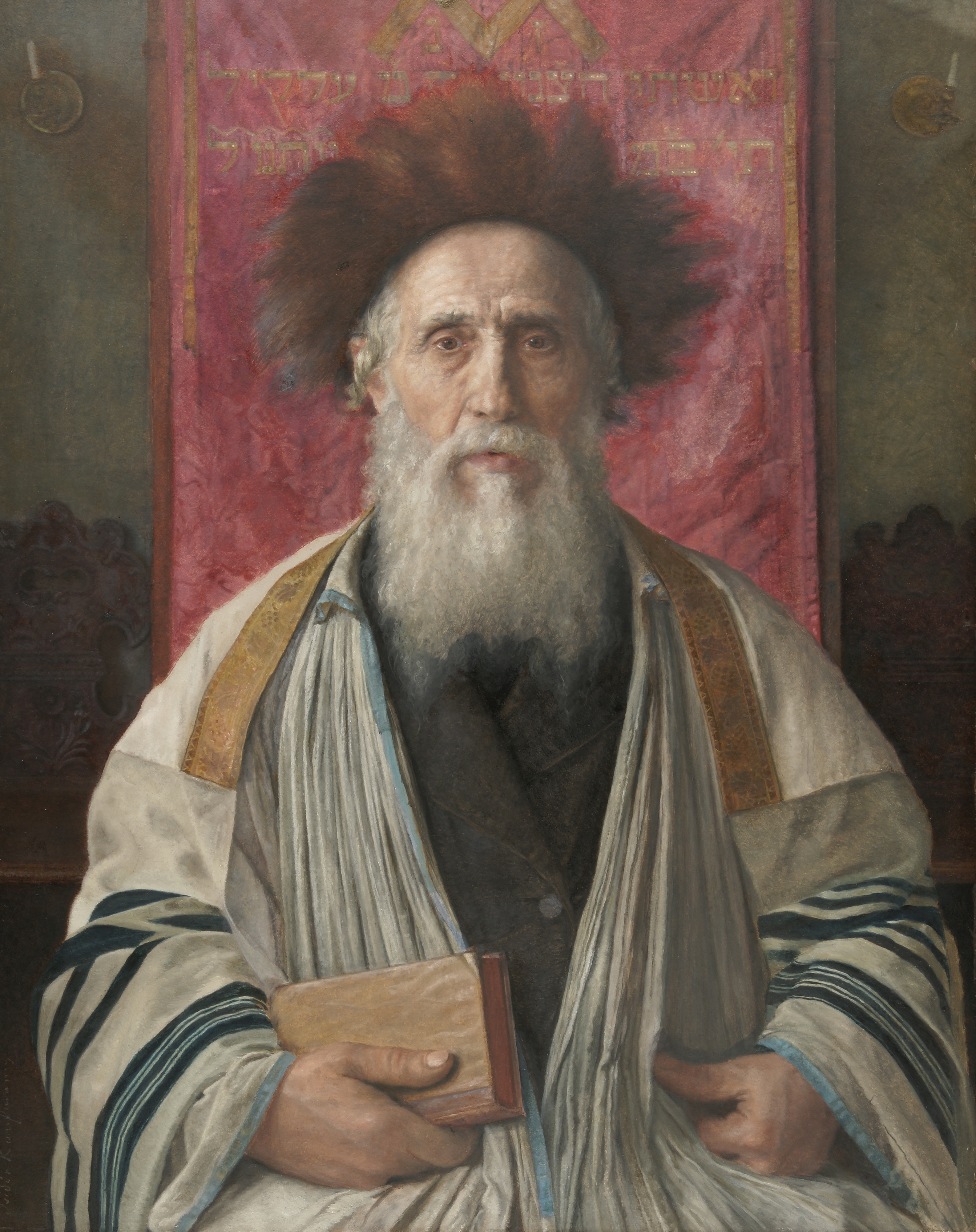
Retrat d'un rabí

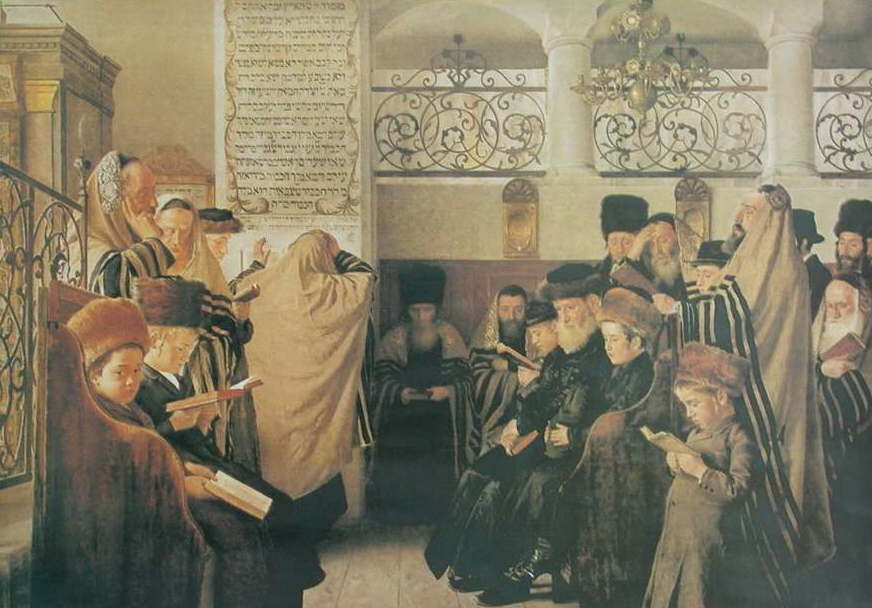
Dia de l'expiació, abans de 1907

Isidor Kaufmann   (Arad, 22 de març de 1853 - Viena, 16 de novembre de 1921) (hongarès: Kaufman(n) Izidor, hebreu: איזידור קאופמן‎) va ser un pintor austrohongarès de temes jueus. Després d'haver dedicat la seva carrera a la pintura de gènere, va viatjar per tot l'Europa de l'Est a la recerca d'escenes de la vida jueva, sovint hassida.

## Vida i carrera
Nascut de pares jueus hongaresos a Arad, Regne d'Hongria (actualment a Romania), Kaufmann estava destinat originalment a una carrera comercial i va poder complir el seu desig de ser pintor només més tard a la vida.
El 1875 va anar a la Landes-Zeichenschule de Budapest, on va romandre un any. El 1876 marxà a Viena, però en negar-se-li l'ingrés a l'Acadèmia de Belles Arts, esdevingué deixeble del retratista Joseph Matthäus Aigner. Després va ingressar a la Malerschule de l'Acadèmia de Viena, i més tard es va convertir en alumne privat del professor Trenkwald.
Les seves pintures més destacades fan referència a la vida dels jueus a Polònia. Inclouen: Der Besuch des Rabbi (l'original del qual era propietat de l'emperador Franz Joseph I, al Museu d'Història de l'Art de Viena), Schachspieler, Der Zweifler(per la qual va rebre la medalla d'or a l'Exposició Universal de Viena de 1873).
Altres honors de Kaufmann inclouen: el baró Königswarter Künstler-Preis, la medalla d'or de l'emperador d'Alemanya, una medalla d'or de l'Exposició Internacional de Múnic i una medalla de tercera classe a l'Exposició Universal de París de París.
Un dels seus estudiants més destacats va ser Lazar Krestin.